# Кишоварзон
Кишоварзон (тадж. Кишоварзон; до 2017 года — Коминтерн) — село в районе Джалолиддин Балхи Хатлонской области Республики Таджикистан. Входит в состав джамоата (сельской общины) им. Навои района Джалолиддин Балхи.
Находится на расстоянии 12 км от райцентра (пгт. Балх) и 2 км до центра общины (с. им. Фрунзе).
Население — 1137 чел. (2017).